# Azambuja
Azambuja ist eine Kleinstadt (Vila) in Portugal mit 8257 Einwohnern (Stand 19. April 2021).

## Geschichte
Funde belegen eine vorgeschichtliche Besiedlung mindestens seit der Kupfersteinzeit. Die Römer nannten den Ort Oleastrum, der zur Provinz Lusitania gehörte. Nach dem Einfall germanischer Stämme wurde Azambuja Teil des Westgotenreichs. Mit der Landnahme 711 durch die Mauren wurde der Ort arabisch und hieß Azanbujâ (wilder Ölbaum).
Im Zuge der Reconquista eroberte Portugals erster König D.Afonso Henriques das Gebiet. Er gab den nun Vila Franca genannten Ort 1147 an D.Childe Rolim, Sohn des Earl of Chester, in Anerkennung der Verdienste bei der Eroberung von Lissabon 1147. König D.Sancho I. gab Vila Franca 1200 erste Stadtrechte und übergab das Gebiet zur weiteren Besiedlung an D.Rolim de Moura, Sohn des D.Childe Rolim. König D.Afonso II. bestätigte 1218 die Stadtrechte der Ortschaft, die nun als Azambuja bekannt war. 1296 ließ König D.Dinis bei Azambuja den Pinhal de Azambuja (dt. Kiefernwald von Azambuja) anlegen, auf den später Almeida Garrett in seinen Viagens da Minha Terra (dt. etwa: Reisen durch die Heimat) häufiger Bezug nahm. König D.Manuel I. erneuerte die Stadtrechte Azambujas 1513.
Im Laufe der folgenden Jahrhunderte wuchs der Kreis Azambuja allmählich. Im Verlauf der verschiedenen Verwaltungsreformen nach der Liberalen Revolution 1822 wurde der Kreis erst um Aveiras de Cima und Aveiras de Baixo erweitert und sollte dann aufgelöst und Cartaxo angegliedert werden. Nach Widerstand der Bevölkerung blieb der eigenständige Kreis Azambuja bestehen und erhielt dazu die Gemeinden Vila Nova da Rainha, Manique do Intendente und Alcoentre, im Zuge der Auflösung des zuvor eigenständigen Kreises Alcoentre. Seit Ende des 19. Jahrhunderts besteht der Kreis in seiner heutigen Zusammensetzung.
Ende 1963 eröffnete hier ein Montagewerk von Ford, das 2000 in das benachbarte Werk von General Motors (Opel) integriert wurde. Die Fertigung des Opel Combo wurde Ende 2006 dort eingestellt, nach Saragossa (Spanien) verlagert und das Werk Azambuja geschlossen.

## Sehenswürdigkeiten
Die kupferzeitliche Siedlung von Vila Nova de São Pedro liegt nordwestlich der Autobahn A1 bei Cartaxo.
Zu den Baudenkmälern von Azambuja gehören zudem verschiedene Herrenhäuser und eine Vielzahl Wohnhäuser verschiedener Epochen, zwei Gartenanlagen, der Steinbrunnen Fonte Santo António, und eine Reihe historischer öffentlicher und privater Gebäude, darunter die Stierkampfarena und der mit Azulejos ausgeschmückte Bahnhof. Auch einige Sakralbauten sind zu nennen, etwa die manieristisch-barocke Gemeindekirche Igreja Paroquial de Azambuja aus dem 16. Jahrhundert, die nach ihrer Schutzpatronin auch Igreja de Nossa Senhora da Assunção genannt wird (dt.: Kirche Unserer Lieben Frau der Himmelfahrt).
Der historische Ortskern ist zudem als Ganzes denkmalgeschützt.

## Verwaltung

### Der Kreis
Azambuja ist Verwaltungssitz eines gleichnamigen Kreises (Concelho). Am 19. April 2021 hatte der Kreis 21.421 Einwohner auf einer Fläche von 262,7 km².
Die Nachbarkreise sind (im Uhrzeigersinn im Norden beginnend): Rio Maior, Santarém, Cartaxo, Salvaterra de Magos, Benavente, Vila Franca de Xira, Alenquer sowie Cadaval.
Mit der Gebietsreform vom 29. September 2013 wurden die Gemeinden Manique do Intendente, Maçussa und Vila Nova de São Pedro zur neuen Gemeinde União das Freguesias de Manique do Intendente, Vila Nova de São Pedro e Maçussa zusammengefasst, sodass sich die Zahl der Gemeinden von zuvor neun auf sieben verringerte.
Die folgenden Gemeinden (Freguesias) liegen im Kreis Azambuja:

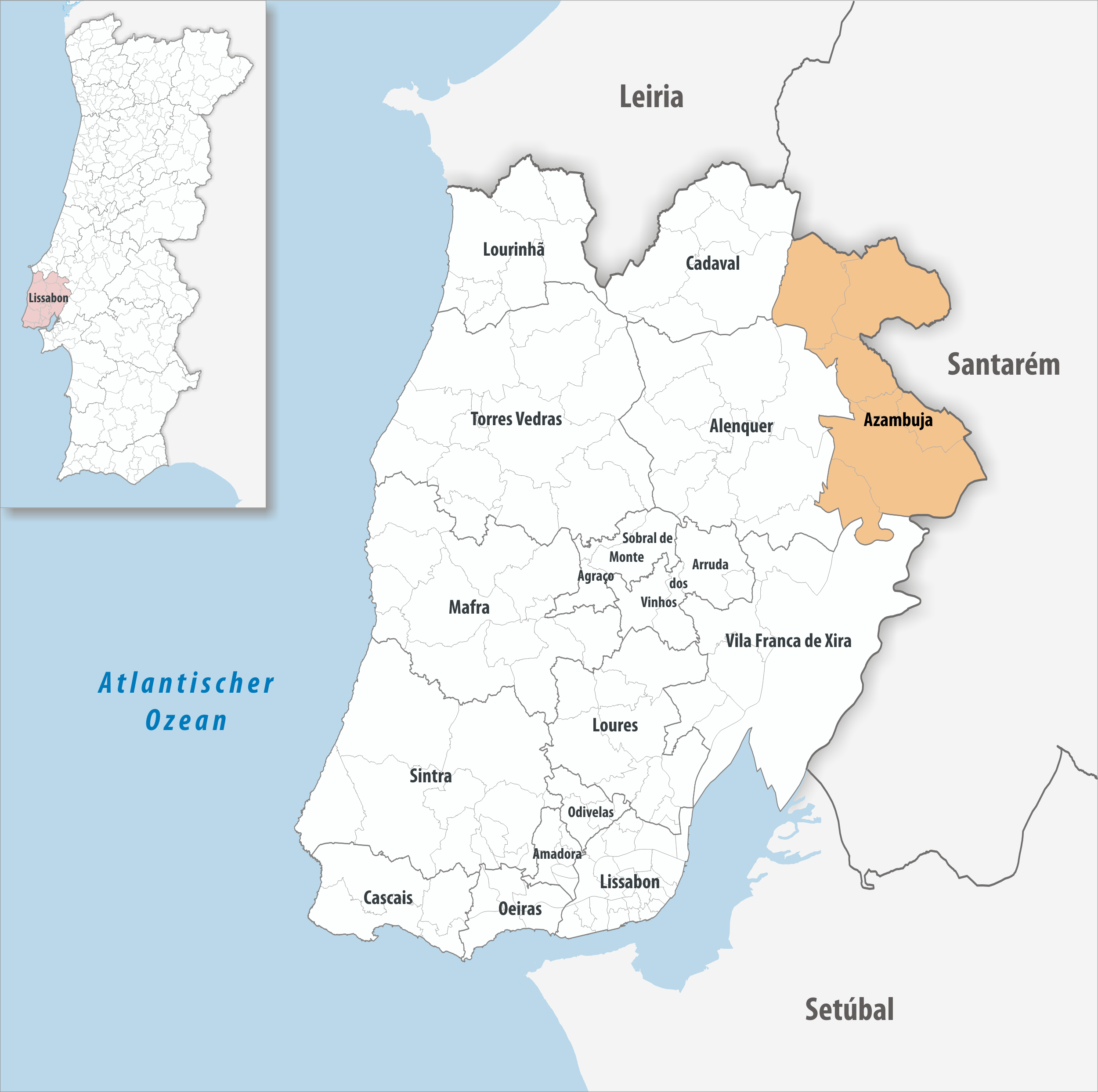
Kreis Azambuja

| Gemeinde                                                | Einwohner (2021) | Fläche km² | Dichte Einw./km² | LAU- Code |
| ------------------------------------------------------- | ---------------- | ---------- | ---------------- | --------- |
| Alcoentre                                               | 3.133            | 47,05      | 67               | 110301    |
| Aveiras de Baixo                                        | 1.431            | 18,90      | 76               | 110302    |
| Aveiras de Cima                                         | 4.669            | 26,16      | 179              | 110303    |
| Azambuja                                                | 8.257            | 83,40      | 99               | 110304    |
| Manique do Intendente, Vila Nova de São Pedro e Maçussa | 2.003            | 57,81      | 35               | 110310    |
| Vale do Paraíso                                         | 955              | 4,44       | 215              | 110306    |
| Vila Nova da Rainha                                     | 973              | 24,90      | 39               | 110307    |
| Kreis Azambuja                                          | 21.421           | 262,66     | 82               | 1103      |

### Bevölkerungsentwicklung
| Einwohnerzahl im Kreis Azambuja (1801–2011) | Einwohnerzahl im Kreis Azambuja (1801–2011) | Einwohnerzahl im Kreis Azambuja (1801–2011) | Einwohnerzahl im Kreis Azambuja (1801–2011) | Einwohnerzahl im Kreis Azambuja (1801–2011) | Einwohnerzahl im Kreis Azambuja (1801–2011) | Einwohnerzahl im Kreis Azambuja (1801–2011) | Einwohnerzahl im Kreis Azambuja (1801–2011) | Einwohnerzahl im Kreis Azambuja (1801–2011) | Einwohnerzahl im Kreis Azambuja (1801–2011) |
| ------------------------------------------- | ------------------------------------------- | ------------------------------------------- | ------------------------------------------- | ------------------------------------------- | ------------------------------------------- | ------------------------------------------- | ------------------------------------------- | ------------------------------------------- | ------------------------------------------- |
| 1801                                        | 1849                                        | 1900                                        | 1930                                        | 1960                                        | 1981                                        | 1991                                        | 2001                                        | 2011                                        |                                             |
| 3.402                                       | 3.514                                       | 11.446                                      | 14.035                                      | 18.218                                      | 19.768                                      | 19.568                                      | 20.837                                      | 21.814                                      |                                             |

### Kommunaler Feiertag
- Christi Himmelfahrt

### Städtepartnerschaften

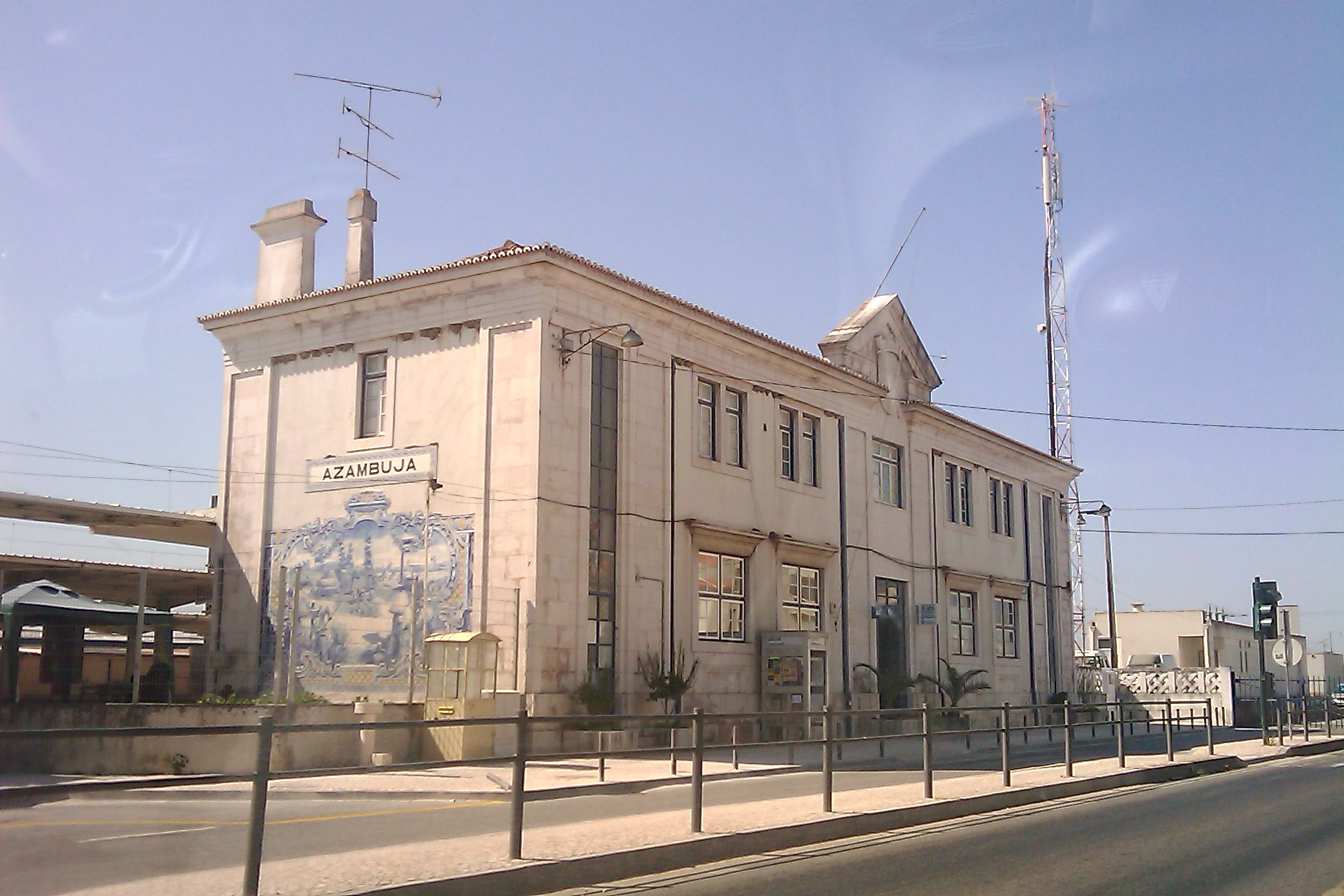
Der denkmalgeschützte Bahnhof von Azambuja

- Kap Verde: Mosteiros[10]

## Verkehr
Azambuja liegt an der wichtigsten Eisenbahnlinie des Landes, der Linha do Norte.
Die Nationalstraße N3 verbindet den Ort mit der etwa 8 km südlich gelegenen Anschlussstelle Nr. 4 der Autobahn A1, bei Carregado, unweit des Autobahnkreuzes mit der Autobahn A10. Die über die Kreisstraße M513 etwa 7 km nördlich gelegene Kreisgemeinde Aveiras de Cima verfügt mit der Anschlussstelle Nr. 5 über eine weitere Zufahrt zur A1.
Zusätzlich zu den verschiedenen privaten Buslinien, die im Kreis den regionalen und überregionalen Öffentlichen Personennahverkehr stellen, unterhält die Stadtverwaltung eine kostenlose Kleinbuslinie, die montags die Kreisgemeinden mit Azambuja verbindet, um dort allen Bürgern Behördengänge und Erledigungen zu ermöglichen, insbesondere älteren oder mittellosen Einwohnern.

## Söhne und Töchter der Stadt
- João Afonso Esteves de Azambuja (1340–1415), Erzbischof von Lissabon und Kardinal
- Jerónimo de Azambuja (1503–1563), Theologe und Inquisitor
- José Oliveira de Sousa (* 1974), Dartspieler
- Teresa Tavares (* 1982), Schauspielerin
- Pedro Isidro (* 1985), Leichtathlet